# 三戸バイパス
三戸バイパス（さんのへバイパス）は、青森県三戸郡三戸町大字豊川から三戸郡南部町大字沖田面字門前へ至る延長6.36kmの国道4号および国道104号のバイパス。旧道は青森県道258号三戸南部線に認定されている。

## 概要
- 起点：青森県三戸郡三戸町大字豊川
- 終点：青森県三戸郡南部町大字沖田面字門前
- 全長：6.36km
- 車線数：2車線
- 開通：1978年10月

## 地理

### 通過する自治体
- 青森県
  - 三戸郡三戸町
  - 南部町

### 交差する道路
- 国道104号・田子町方面（三戸町・同心町立体交差点）
- 青森県道45号十和田三戸線（三戸町川守田）